# Victor-Jules Génisson
Victor-Jules Génisson (Sint-Omaars, 24 februari 1805 – Brugge, 8 oktober 1860) was een kunstschilder uit de romantiek gespecialiseerd in portretten en historische taferelen, maar vooral in kerkinterieurs.

## Genealogie
Hij was de zoon van Jules († Parijs) en Julie Paulmier († Brussel). Hij huwde in 1835 met Reine Marie Van Bree († Leuven), dochter van leermeester, en had een zoon, Georges (1835-1896) die een genre- en landschapschilder zou worden.

## Levensloop
Victor-Jules Génisson kreeg zijn artistieke opleiding aan de Antwerpse academie. Zijn voornaamste leraars waren er Mathieu Van Bree (1773-1839) en Philippe Van Bree (1786-1871), twee schilders van historietaferelen in romantische stijl.
Na zijn Antwerpse studietijd ondernam Génisson studiereizen in Frankrijk, Italië, Duitsland en Groot-Brittannië (1829-34).
Van 1834 tot 1840 woonde hij te Schaarbeek/Brussel, Molenstraat 249, vanwaar hij naar Leuven (1840-1851), “buiten de poort van de vaart” verhuisde. In 1843 was zijn adres Ridderstraat 105. Daar was de Leuvense veduteschilder Joseph Maswiens zijn leerling.
In 1851 kwam hij weer te Brussel wonen, om zich in 1857 ten slotte definitief te gaan vestigen in Brugge in de Molenmeers 94.

## Oeuvre
Victor Génisson was actief als portret- en historieschilder, maar de meeste roem zou hij oogsten als schilder van stadsgezichten en interieurs van grote bouwwerken, voornamelijk kerken. Die nauwkeurig geschilderde kerkinterieurs waren ofwel historisch opgevat, ofwel gestoffeerd met eigentijdse personages. Meestal gaat het om gezichten in gotische kerken, wat op zijn beurt aansluit bij de hernieuwde belangstelling voor de gotiek in Génissons tijd. Zijn gebruik van het perspectief is perfect.
Génisson was een van de schaarse kunstschilders in België die voor de ietwat marginale discipline van de interieurschildering opteerden. Tijdgenoten die hetzelfde genre beoefenden waren o.a. J.-Chr. Nicolié (1791-1854), F. Vervloet (1795-1872), B. Neyt (1825-80), J.B. Tetar van Elven en J. Geeraerts (1814-90). Zijn stijl sluit aan bij het “romantisch realisme”: een getrouwe weergave van de werkelijkheid, waarin echter romantische kenmerken zoals het flatterende coloriet, niet helemaal ontbreken. Ook vandaag nog is dit genre – met inbegrip van Génissons werk – een vaste waarde op de internationale kunstmarkt.

## Tentoonstellingen
Génisson stelde zijn schilderijen geregeld tentoon in de Driejaarlijkse Salons en in kleinere salons in de provincie. In Nederland was hij regelmatig te zien in de Tentoonstellingen van Levende Meesters. Uit de catalogi van deze tentoonstellingen deze representatieve opsomming van Génisson’s inzendingen :
- Den Haag, 1839 : “In de Sint-Pauluskerk te Antwerpen”
- Antwerpen, 1840: “Gezicht in de Sint-Niklaaskerk te Brussel”
- Amsterdam, 1840 : “Kerkinterieur”
- Amsterdam, 1841 : “Kerkinterieur” en “In de Sint-Goedele te Brussel”
- Brussel, 1842: “Gezicht in het transept van de kathedraal te Amiens” en “Gezicht op het koorgestoelte in de kathedraal van Amiens”
- Parijs, 1843 : “Gezicht in een zijbeuk van het oude Dominikanenklooster in Antwerpen”
- Amsterdam, 1844 : “Biechtstoel”; Den Haag, 1845 : “In de Sint-Pauluskerk te Antwerpen”
- Brussel, 1845: “De Aartshertogen Albrecht en Isabella bezoeken de kathedraal van Doornik” (in hetzelfde jaar aangekocht door het Museum te Brussel; verdwenen te Doornik tijdens W.O. II)
- Rotterdam, 1848 : “Interieur van de Abdijkerk te Averbode tijdens de viering van het Paasfeest”
- Antwerpen, 1849: “Het koor van de abdijkerk der premonstratenzers in Floreffe” (toen Verz. Obozinski, Leuven) en “Interieur van de Sainte-Waudrukerk te Bergen”
- Rotterdam, 1850 : “Grafkapel van Louis-Philippe te Dreux”en “Crypte van de Grafkapel te Dreux”
- Amsterdam, 1852 : “Interieur van de kathedraal te Amiens”; Den Haag, 1853 : “Kerkinterieur”
- Den Haag, 1859 : “Gezicht in de kathedraal van Amiens”; Kortrijk, 1859: “Interieur van de kathedraal te Chartres tijdens de meimaand”
- Amsterdam, 1860 : “De Sint-Janskerk in ’s Hertogenbosch”;

Dat Génisson in 1843 en 1850 in het Parijse Salon exposeerde, bewijst van waardering, gezien de nogal strenge normen van de zeer traditiegezinde toelatingscommissie die de inzendingen moest keuren. Ook op de tentoonstellingen van eigentijdse kunst te Londen en Berlijn waren zijn werken enkele keren te zien.

## Musea
- Antwerpen, Koninklijk Museum voor Schone Kunsten
- Doornik, Musée des Beaux-Arts
- Dublin, National Gallery : De Sint-Jakobskerk te Antwerpen; -
- Kortrijk, Stedelijk Museum : Interieur van de Sint-Goedele in Brussel en Kerkinterieur; -
- LUIK, MAMAC (voorheen Musée du Parc de la Boverie) : De O.L.V. ter Duinenkerk van de Potterie te Brugge
- Maaseik, John Selbach Museum : Kerkinterieur (1853)
- Montréal, Museum of Fine Arts : Interieur van een kathedraal
- Pontoise, Musée de Pointoise : Landschap met kapel
- Sint-Niklaas, Stedelijk Museum: Interieur van de Sint-Gummarus te Lier
- Brussel, Kon. Verzameling: Interieur van de Sint-Goedelekerk te Brussel.